# Yaleimid Correa
Yaleimid Charie Correa Rodríguez (14 marzo 2002) è una pallavolista portoricana, libero delle Atenienses de Manatí.

## Carriera

### Club
Muove i primi passi nella pallavolo a livello scolastico, giocando per la Saint Francis School. In seguito riceve una borsa di studio dalla Sagrado Corazón, con cui disimpegna per un quadriennio nella Liga Atlética Interuniversitaria de Puerto Rico; parallelamente inizia anche la carriera da professionista, debuttando nella Liga de Voleibol Superior Femenino 2023 con le Atenienses de Manatí: nel corso del sodalizio con la franchigia di Manatí viene inserita nell'All-Star Team della Liga de Voleibol Superior Femenino 2025. 

### Nazionale
Nel 2025 debutta nella nazionale portoricana vincendo la medaglia d'oro alla NORCECA Final Four.

## Palmarès

### Nazionale (competizioni minori)
- NORCECA Final Four 2025

### Premi individuali
- 2025 - Liga de Voleibol Superior Femenino: All-Star Team